# Rio Otim
Rio Otim (em iorubá: Odò Ọ̀tìn) é um rio da Iorubalândia situado no estado de Oxum, na Nigéria, onde cruza a área de governo local de Odô Otim. As chuvas na área são de cerca de 1 400 milímetros, com a estação chuvosa ocorrendo de abril a novembro. O solo parcialmente tem uma cobertura florestal tropical, mas também há amplo cultivo rotativo de mato e culturas comerciais como cacau, cola e banana em torno dos assentamentos.